# Вулиці Херсона
Список є актуальним станом на 22 квітня 2016 року.
| Назва                             | Колишні назви                                                                    | Місцевість           |
| --------------------------------- | -------------------------------------------------------------------------------- | -------------------- |
| 200-річчя Херсона проспект        |                                                                                  | Таврійський          |
| 28-ї Армії                        |                                                                                  | Млини                |
| 49-ї Гвардійської дивізії         | Чонгарська                                                                       | Таврійський          |
| 295-ї Херсонської дивізії         | Колгоспна - Рільнича                                                             |                      |
| Авіаторний провулок               | 1-й Солдатський провулок                                                         | Воєнка               |
| Аграрна                           |                                                                                  |                      |
| Агрономічна                       |                                                                                  |                      |
| Азовський провулок                | Шамілевська                                                                      |                      |
| Айвазовського                     |                                                                                  |                      |
| Андрія Грабенка                   | Алексеєва Петра                                                                  |                      |
| Антипенка                         | 5-та Північна                                                                    |                      |
| Антона Головатого                 | Павлика Морозова                                                                 |                      |
| Антонівська                       |                                                                                  | Янтарний             |
| Арктична                          |                                                                                  |                      |
| Артилерійська                     |                                                                                  |                      |
| Бавовняний провулок               |                                                                                  |                      |
| Баженова провулок                 |                                                                                  |                      |
| Баку                              |                                                                                  | Шуменський           |
| Баранова-Росіне проїзд            | Ватутіна                                                                         |                      |
| Батарейний провулок               |                                                                                  |                      |
| Бєлінського                       | М'ясницька                                                                       |                      |
| Білозерська площа                 | Площа Цюрупи                                                                     |                      |
| Білозерський провулок             |                                                                                  |                      |
| Білоруська                        | Сухарна - Староцерковна                                                          |                      |
| Береговий провулок                |                                                                                  |                      |
| Бериславський провулок            |                                                                                  |                      |
| Бериславське шосе                 |                                                                                  |                      |
| Богдана Хмельницького             | 1-ша Солдатська - Будьоного                                                      | Воєнка               |
| Богородицька                      | Червонофлотська - Болотна - Волохінська                                          |                      |
| Бойка                             |                                                                                  |                      |
| Бордунова                         |                                                                                  |                      |
| Бориса Мозолевського              | 3-тя Форштадська - Фрунзе                                                        |                      |
| Брюллова                          |                                                                                  |                      |
| Бурзі                             | Староінститутська                                                                |                      |
| Василя Стуса                      | Крайня - Степова                                                                 | Сухарне              |
| Весела                            | Весела - Пролетарська                                                            |                      |
| Видригана                         | Широка                                                                           |                      |
| Вишнева                           | 6-та Північна                                                                    |                      |
| Віктора Гошкевича                 | Соборна - Семінарська - Ломоносова - Дзержинського                               |                      |
| Військовий проїзд                 | Пестельський проїзд - Військова                                                  |                      |
| Вільхова                          | Куйбишева                                                                        |                      |
| Вінера                            | 10-та Північна                                                                   |                      |
| Володимира Великого               | Ворошилова                                                                       |                      |
| В'ячеслава Чорновола шосе         |                                                                                  |                      |
| Генерала Алмазова                 | 7-ма Північна - Безроднього                                                      | Таврійський          |
| Героїв площа                      | Площа Героїв Сталінграду                                                         |                      |
| Героїв Крут                       | Дніпропетровська                                                                 |                      |
| Гетьмана Дорошенка                | Чапаєва                                                                          |                      |
| Гетьмана Сагайдачного             | Рум'янцевська - Брудна - 2-га Форштадська - Привозна - Михайловича               |                      |
| Гімназична                        | Гімназична - Луначарського - Червоностудентська                                  |                      |
| Гірського                         | 2-га Форштадська - Зовнішня                                                      |                      |
| Гоголя                            | Канцелярська                                                                     |                      |
| Гончарна                          | Котовського                                                                      | Млини                |
| Грецька                           | Леніна                                                                           |                      |
| Грушевського                      | Потьомкінська - Т.Шевченка - Карла Маркса - Потьомкінська                        |                      |
| Дмитра Марковича                  |                                                                                  |                      |
| Дружби                            |                                                                                  | Центр                |
| Єврейська                         | Єврейська - Стара - Войкова                                                      |                      |
| Європейська                       | Богородицька — Егізівська — Суворова                                             |                      |
| Заводська                         | Магометанська                                                                    |                      |
| Запорожчука провулок              | Безіменна - Мала Матроська - Мала                                                |                      |
| Івана Богуна                      | Ілліча                                                                           | Шуменський           |
| Івана Виговського                 | Щорса                                                                            |                      |
| Івана Карпенка-Карого             | Луначарського                                                                    |                      |
| Івана Челюка проїзд               |                                                                                  |                      |
| Ілька Борщака                     | 4-та Форштадська - Артема                                                        | Центр                |
| Ілюши Кулика                      | Козацька                                                                         |                      |
| Ісаака Гуревича провулок          | Баумана провулок                                                                 |                      |
| Ісмаїла Гаспринського             | Червоноповстанська                                                               |                      |
| Інженера Корсакова провулок       |                                                                                  |                      |
| Йосипа Пачоського провулок        |                                                                                  |                      |
| Канатна                           | Канатна - Полякова                                                               |                      |
| Капітана Ванденка провулок        | Провулок Рози Люксембург                                                         |                      |
| Католицька                        | Богородицька, Католицька — Егізівська — Суворова                                 |                      |
| Качельна                          | Сорокіна                                                                         |                      |
| Ковальська                        | Ковальська - Підпільна                                                           |                      |
| Комарова                          | Торгова                                                                          |                      |
| Комкова                           | Бульварна                                                                        | Забалка, Житлоселище |
| Купецька                          |                                                                                  |                      |
| Ливарна                           | Церковна                                                                         | Воєнка               |
| Лікарняний провулок               |                                                                                  |                      |
| Лугова                            | Вірьовчинська - Рекрутська - Андре Марті                                         |                      |
| Людвіка Заменгофа                 | Дмитра Благоєва                                                                  |                      |
| Лютеранська                       | Лютеранська, Кірова                                                              |                      |
| Мала Садова                       | Владимирова                                                                      |                      |
| Маяковського                      | Кустарна - Міщанська                                                             |                      |
| Медова                            | Суха - Городна - 2-га Городна - Тарана                                           |                      |
| Миколаївське шосе                 |                                                                                  |                      |
| Миколи Гринька                    | Реактивна - Бегми                                                                |                      |
| Миколи Садовського                |                                                                                  |                      |
| Михайлівська                      | Михайлівська - Насипна - Петренка                                                |                      |
| Млинний провулок                  |                                                                                  |                      |
| Молодіжна                         | Лікарняна                                                                        |                      |
| Молочна балка                     |                                                                                  |                      |
| Мостова                           | Мостова                                                                          |                      |
| Нафтовиків                        |                                                                                  |                      |
| Небесної Сотні                    | Бериславська - Ворошилова - 2-га вулиця Ворошилова - 40-років Жовтня             | Воєнка, Млини        |
| Незалежності проспект             | Поштова — Говардівська — Ушакова                                                 |                      |
| Нижня                             |                                                                                  |                      |
| Оксани Петрусенко                 |                                                                                  |                      |
| Олександра Русова                 | Бабушкіна                                                                        |                      |
| Героїв Рятувальників              | Церковна - Червонопрапорна - Олександрівська                                     |                      |
| Олексіївська                      | Олексіївська - Воровського                                                       |                      |
| Олени Казимирчак-Полонської       | Дибенка                                                                          |                      |
| Олешківська                       |                                                                                  |                      |
| 1-ша Олешківська                  |                                                                                  |                      |
| 2-га Олешківська                  |                                                                                  |                      |
| 3-тя Олешківська                  |                                                                                  |                      |
| 4-та Олешківська                  |                                                                                  |                      |
| Олешківський провулок             |                                                                                  |                      |
| Офіцерська                        | Офіцерська — Шмідта                                                              | Воєнка               |
| Павла Дубинди площа               | 50 років СРСР                                                                    |                      |
| Перекопська                       | Пестелевський бульвар - Базарна                                                  |                      |
| Пестеля                           | Дворянська — Тиха                                                                |                      |
| Петра Калнишевського              | Олександрівський проїзд — Дніпровська — Чекістів                                 |                      |
| Пилипа Орлика                     | Ганнібалівська — Троцького — Аносова — 9 січня                                   |                      |
| Полковника Кедровського           | Будьонного                                                                       |                      |
| Полтавська                        |                                                                                  |                      |
| Попова                            | Конторський провулок - Полкова                                                   |                      |
| Портова                           |                                                                                  |                      |
| Портовий провулок                 | Балаганний провулок - Набережна - Олешківська                                    |                      |
| Поштова                           |                                                                                  |                      |
| Преображенська                    | Преображенська - Декабристів                                                     |                      |
| Привокзальна                      |                                                                                  |                      |
| Ратушна                           | Воронцовська, Комунарів                                                          |                      |
| Рішельєвська                      |                                                                                  |                      |
| Робоча                            | Колодяжна — Набережна — Панкратівська                                            | Шуменський           |
| Родини Вадонів провулок           | Лазо Сергія                                                                      |                      |
| Санаторний провулок               | Костельний — Набережний — Квітковий                                              |                      |
| Свободи площа                     | Ярмаркова площа                                                                  |                      |
| Святих Кирила та Мефодія проспект | Димитрова Георгія                                                                | Шуменський           |
| Святомиколаївська                 | Миколаївська - Рикова - Ломоносова                                               |                      |
| 1-й Селянський провулок           |                                                                                  |                      |
| 2-й Селянський провулок           |                                                                                  |                      |
| 3-й Селянський провулок           |                                                                                  |                      |
| Сергія Параджанова                |                                                                                  |                      |
| Сестер Гозадінових провулок       | Провулок Дори Любарської                                                         |                      |
| Січових Стрільців                 |                                                                                  |                      |
| Соборна                           | Соборна — Грецька — Кутузова — Леніна                                            |                      |
| Староколодязна                    |                                                                                  |                      |
| Старообрядницька                  |                                                                                  |                      |
| Старшинський провулок             |                                                                                  |                      |
| Степана Разіна провулок           | Єлисаветградська                                                                 |                      |
| Стрітенська                       |                                                                                  |                      |
| Студентська                       | Кінна, Московська                                                                |                      |
| Сумська                           | Кошова                                                                           |                      |
| Театральна                        | Вітовська — Театральна — Горького                                                |                      |
| Текстильників проспект            |                                                                                  |                      |
| Теплоенергетиків                  |                                                                                  |                      |
| Торгова                           | Торговельний провулок — 21 січня                                                 | Центр                |
| Тягинська                         | Тягінська — Тінгінська — Дем'яна Бєдного                                         | Воєнка               |
| Української Армії                 |                                                                                  |                      |
| Університетська                   | 40 років Жовтня                                                                  |                      |
| Успенський провулок               |                                                                                  |                      |
| Учбовий провулок                  | Солдатський провулок                                                             |                      |
| Філатова                          | Караїмська — Селянська                                                           |                      |
| Флотський провулок                |                                                                                  |                      |
| 1-й Флотський провулок            |                                                                                  |                      |
| 2-й Флотський провулок            |                                                                                  |                      |
| 3-й Флотський провулок            |                                                                                  |                      |
| Форштадтська                      |                                                                                  |                      |
| Фритаун                           | Степова                                                                          | Житлоселище          |
| Хірурга Вороного                  |                                                                                  |                      |
| Церковна                          | Фортечна — Церковна — Старостіна                                                 |                      |
| Чайковського                      | Огородний провулок — Крива                                                       |                      |
| Чкалова                           | Різницький провулок                                                              |                      |
| Шенгелія                          | Парусна                                                                          | Корабел              |
| Шкільний провулок                 | Маркасівська — Кошовий провулок                                                  |                      |
| Шовкуненка                        | Т.Шевченка — Зелена                                                              |                      |
| Шолом-Алейхема                    | Єврейська — Ковбасна                                                             |                      |
| Шуменська                         | Ботанічна — Коларовградська                                                      |                      |
| Юрія Керпатенка                   | Богоугодний провулок — Глухий провулок — Глуха вулиця — Степова — Чернишевського |                      |
| Янтарний провулок                 | Винний провулок                                                                  |                      |
| Ярослава Мудрого                  | Дворянська — Плеханівська — Радянська                                            |                      |